# Battenberg (mittelalterliches Adelsgeschlecht)

Stammwappen der mittelalterlichen Grafen von Battenberg

Battenberg, benannt nach dem gleichnamigen Ort an der Eder, war ein mittelalterliches Adelsgeschlecht in Hessen. Es ging auf Werner I. von Battenberg und Wittgenstein (* um 1150; † 1215) zurück und herrschte über die Grafschaft Battenberg. Nach Herrschaftsverzicht des Geschlechts im Jahr 1296 war der Titel Graf von Battenberg vakant.
Der Darmstädter Großherzog Ludwig III. von Hessen und bei Rhein schuf ihn 1851 neu und verlieh ihn an seine Schwägerin Julia Hauke, die morganatische Ehefrau von Prinz Alexander, als Gräfin von Battenberg. Das Paar führte fortan diesen Namen und begründete damit das neuzeitliche Adelsgeschlecht Battenberg als morganatische Seitenlinie des Hauses Hessen, die mit dem mittelalterlichen Geschlecht nicht verwandt war.

## Stammliste
1. Werner I. (Battenberg und Wittgenstein) (* um 1150; † 1215), Graf von Wittgenstein (und Battenberg) ⚭ N.N., Tochter des Volkwin II. (Schwalenberg)
  1. Werner II. von Battenberg († 1255), Graf von Battenberg und Wittgenstein, ab 1231 Johanniterbruder in Wiesenfeld
  2. Widekind I. (Battenberg und Wittgenstein) (* um 1201; † um 1237), Graf von Battenberg und Wittgenstein, ⚭ Ida von Runkel, Tochter des Siegfried III., Herr von Runkel und Westerburg
    1. Siegfried I. von Wittgenstein († vor 1287), Graf von Wittgenstein ⚭ Irmgard / Ida von Arnsberg
      1. Widekind III. (1274–1327), 1284–1307 Graf von Wittgenstein
        1. Siegfried II. von Wittgenstein (1295–1360), 1312–1360 Graf von Wittgenstein ⚭ Margarethe von Schöneck[1]
          1. Werner V. († vor 1359), 1347–† vor 1359 Graf von Wittgenstein ⚭ Agnes von Nassau († 1376)[2]
          2. Adelheid ⚭ Salentin von Sayn-Homburg
          3. N.N. (Tochter)
          4. N.N. (Tochter)

        2. Heinrich, Domherr in Köln († nach 1347)

      2. Werner IV., 1287–1312 Graf von Wittgenstein
      3. Siegfried († vor 1290)
      4. Lutgard († vor 1306) ⚭ Widekind Vogt von Keseberg

    2. Widekind II. von Battenberg († nach 1291), Graf von Battenberg ⚭ Elisabeth von Weilnau
      1. Hermann II. († nach 1314), letzter Graf von Battenberg
        1. Gerhard, Domherr in Mainz († nach 1342),

      2. Elisabeth ⚭ Walther I. von Lißberg (beide † vor 1300)
        1. Walther II. von Lißberg ⚭ Adelheid
        2. Kunigunde ⚭ Albrecht I. von Hirschhorn
        3. Hermann IV. von Lißberg († 1330/35)

      3. Ida (1297 belegt) ⚭ Heinrich von Waldeck genannt von Rennenberg († nach 1331)
        1. Johann von Waldeck genannt von Battenberg († vor 1360) ⚭ Jutta vom Stein († nach 1377)
        2. Heinrich von Waldeck genannt von Battenberg († nach 1361) ⚭ Kunigunde von Eltz, geb. von Isenburg

      4. Margarethe (1286 belegt), Nonne im Zisterzienserinnenkloster Georgenberg

    3. Werner III. von Battenberg († 1277), Deutschmeister

  3. Hermann I. († vor 1234), Mitregent von Battenberg und Wittgenstein
  4. Elisabeth († nach 1233) ⚭ Hartrad IV. von Merenberg